# Albrecht von Wallenstein
  Albrecht von Wallenstein  (alemany: Albrecht Wenzel Eusebius von Waldstein)  (Heřmanice, 24 de setembre de 1583 - Cheb, 25 de febrer de 1634) Albrecht Wenzel Eusebius von Wallenstein, en txec:Albrecht Václav Eusebius z Valdštejna;), també com von Waldstein, va ser un príncep de Bohèmia, un polític i un dirigent militar durant la Guerra dels 30 Anys (1618–48).
Va ser governant del Ducat de Friedland del nord de Bohèmia. Wallenstein va ser alliberat del servei el 13 d'agost de 1630 després que Ferdinand II en temés l'ambició. Wallenstein va ser assassinat a Cheb, Bohèmia, per un dels oficials del seu exèrcit, Walter Devereux, que disposava de l'aprovació de l'emperador Ferdinand II.